# El juego de las llaves
El juego de las llaves è una serie televisiva messicana creata da Marisa Quiroga e co-prodotta da Amazon Prime Video, Pantaya e Corazón Films.
La prima stagione è composta da 10 episodi e la serie è stata presentata in anteprima il 16 agosto 2019 in Prime Video. La serie è composta dagli attori Maite Perroni, Humberto Busto, Marimar Vega, Sebastián Zurita, Horacio Pancheri, Fabiola Campomanes, Hugo Catalán ed Ela Velden. La seconda e la terza stagione sono state confermate il 29 gennaio 2020.
La serie segue quattro coppie che sono amici di lunga data e decidono di cambiare coppia. Nelle conseguenze comiche di questo evento, ciascuno deve affrontare l'impatto della decisione presa sulla propria relazione e la propria visione personale della sessualità.

## Sinossi
Otto amici, tutti in una relazione stabile, decidono di avventurarsi nello swing, un gioco di scoperta sessuale di coppie che si scambiano, mentre cercano di liberarsi della loro routine quotidiana e aggiungere un tocco piccante alla loro vita amorosa. Tuttavia, alcune cose possono andare male.

## Scheda tecnica
- Titolo originale: El juego de las llaves
- Creato da: Marisa Quiroga
- Paese di origine: Messico
- Lingua originale: spagnolo
- Lingue disponibili: Spagnolo (audiodescrizione)
- Sottotitoli: Spagnolo - Portoghese - Inglese
- Formato: Colore - 16:9 - Full HD e 4K UHD - HDR
- Sesso: Commedia
- Durata: circa 30 minuti
- Stagioni: 1 (stagioni 2 e 3 dal 2020)
- Episodi: 10

### Attori principali
| Attore/Attriz      | Personaggio              |
| ------------------ | ------------------------ |
| Maite Perroni      | Adriana "Adri" Romero    |
| Sebastián Zurita   | Sergio Morales           |
| Marimar Vega       | Gabriela "Gaby" Albarrán |
| Humberto Busto     | Óscar Romero             |
| Horacio Pancheri   | Valentín Lombardo        |
| Hugo Catalán       | Leonardo "Leo" Cuevas    |
| She Velden         | Siena                    |
| Fabiola Campomanes | Bárbara Cuevas           |

### Coadjuvanti
| Attore/Attriz       | Personaggio   |
| ------------------- | ------------- |
| Mónica Maldonado    | Mica          |
| Helena Haro         | Carmen        |
| Manuel Vega         | Daniel        |
| Alejandra Toussaint | Aurelia       |
| Anahí Allué         | Amelia        |
| Mariel Molino       | Gala          |
| Sergio Perezcuadra  | Emiliano      |
| Luca Valentini      | Fidel         |
| Mauro González      | Il poliziotto |

## Episodi

### 1ª stagione (2019)
| № del serie | № del stagione | Titolo                                      | Diretto da       | Scritto da                        | Trasmesso      |
| --- | -------------- | ------------------------------------------- | ---------------- | --------------------------------- | -------------- |
| 1 | 1              | "Yo nunca nunca"                            | Fernando Lebrija | Verónica Bellver & Sandro Halphen | 16 agosto 2019 |
| Adriana è una professionista di successo che vive un matrimonio perfetto... e molto noioso. Un giorno incontra di nuovo Sérgio, un vecchio amico di cui è sempre stata innamorata, e organizza un incontro tra quattro coppie amiche. È lì che imparano a conoscere il mazzo di chiavi. |                |                                             |                  |                                   |                |
| 2 | 2              | "Vainilla no es sabor único"                | Fernando Lebrija | Verónica Bellver & Sandro Halphen | 16 agosto 2019 |
| Il mazzo di chiavi proposto non è avanzato, ma ha lasciato tutti incuriositi ed emozionati. Tutti continuavano a pensare: cosa succederebbe se provassero nuove esperienze sessuali? Adriana decide di agire, e invita i suoi amici a una partita chiave a casa sua.                    |                |                                             |                  |                                   |                |
| 3 | 3              | "El doble de Brayan Goslin"                 | Javier Colinas   | Verónica Bellver & Sandro Halphen | 16 agosto 2019 |
| Le quattro coppie fanno lo scambio: inizia il gioco delle chiavi. Questa è l'occasione d'oro per realizzare le loro fantasie più nascoste - o scoprire che è impossibile tradire i propri principi, o anche la loro sessualità.                                                         |                |                                             |                  |                                   |                |
| 4 | 4              | "Una placencia oral"                        | Kenya Márquez    | Verónica Bellver & Sandro Halphen | 16 agosto 2019 |
| Le quattro coppie effettuano lo scambio: inizia il set di chiavi. Questa è l'occasione d'oro per realizzare le loro fantasie più nascoste - o per scoprire che è impossibile tradire i propri principi, o anche la propria sessualità.                                                  |                |                                             |                  |                                   |                |
| 5 | 5              | "Habrá consecuencias"                       | Javier Colinas   | Verónica Bellver & Sandro Halphen | 16 agosto 2019 |
| Le fantasie escono allo scoperto: Adriana ne usa una per cercare di salvare il suo matrimonio, ma Sergio chiede un altro mazzo di chiavi, creando nuovi dubbi. Leo fantastica sulla tata e Valentim sublima, con la fantasia, i suoi desideri repressi.                                 |                |                                             |                  |                                   |                |
| 6 | 6              | "Oscarin... ¡Oscarón!"                      | Kenya Márquez    | Verónica Bellver & Sandro Halphen | 23 agosto 2019 |
| Il nuovo set di chiavi crea sensazioni molto diverse in Adriana e nei suoi amici: dalla frustrazione al piacere estremo. Alcune coppie diventano più forti, mentre altre si allontanano, forse senza speranza. È tempo di scoperte.                                                     |                |                                             |                  |                                   |                |
| 7 | 7              | "Enloquéceme yei yei yei"                   | Javier Colinas   | Verónica Bellver & Sandro Halphen | 23 agosto 2019 |
| Emergono i veri sentimenti. Le passioni non possono più essere represse e tutti sembrano disposti a sperimentare, anche se ciò può distruggere le famiglie, le relazioni, le amicizie e, soprattutto, gli impegni di tutta la vita.                                                     |                |                                             |                  |                                   |                |
| 8 | 8              | "Los niños necesitan disciplina"            | Kenya Márquez    | Verónica Bellver & Sandro Halphen | 30 agosto 2019 |
| Le coppie cercano di ricostruire le loro relazioni. È questo che porta Adriana a proporre alla sua famiglia un viaggio bucolico. I suoi amici vivono momenti di grande felicità, che contrastano con gli intensi conflitti che si approfondiscono con il passare della giornata.        |                |                                             |                  |                                   |                |
| 9 | 9              | "¡Deja de decir condón!"                    | Fernando Lebrija | Verónica Bellver & Sandro Halphen | 30 agosto 2019 |
| A causa della mancanza di consapevolezza con cui hanno preso le loro decisioni emotive, tutte le coppie sono vicine alla fine. Nuove sessualità, richieste, dubbi, dubbi, errori e persino vecchi ideali dimenticati li tormentano e possono distruggerli.                              |                |                                             |                  |                                   |                |
| 10 | 10             | "Declaro inaugurado El juego de las llaves" | Kenya Márquez    | Verónica Bellver & Sandro Halphen | 30 agosto 2019 |
| Arriva il giorno dell'ultimo mazzo di chiavi, in una grande festa di sesso e passione, con molti ospiti. Non sarà solo il desiderio a sfuggire al controllo, ma verranno alla luce anche le verità più nascoste.                                                                        |                |                                             |                  |                                   |                |